# Emmonak
Emmonak ist ein Ort mit dem Status einer City in der Kusilvak Census Area in Alaska. Das U.S. Census Bureau hatte bei der Volkszählung 2020 eine Einwohnerzahl von 825 ermittelt. Das Eskimo-Dorf liegt im Yupik-Sprachenraum.

## Geographie
Emmonak befindet sich im Westen von Alaska am Nordufer des „Kwiguk Pass“, ein rechter Mündungsarm des Yukon River, wenige Meter von dessen Abzweig vom Hauptarm entfernt. Emmonak liegt wenige Meter über dem Meeresspiegel im Schutzgebiet Yukon Delta National Wildlife Refuge. Der Ort verfügt über einen Flugplatz. Der nächstgelegene Ort ist Alakanuk, etwa 12 km südwestlich.

## Geschichte
Das Dorf hießt ursprünglich „Kwiguk“, was in der Yupik-Sprache „großer Strom“ bedeutet. Die Dorfbewohner nennen sich "Kuigpagmuit" („Menschen vom Yukon River“). Die ursprüngliche Siedlung lag 2,2 km südlich vom heutigen Ort und wurde erstmals im Jahr 1899 vom U.S. Coast and Geodetic Survey gemeldet. Ein Postamt wurde 1920 eröffnet. Später gewann der kommerzielle Fischfang an Bedeutung und die Northern Commercial Company errichtete eine Fischkonservenfabrik (cannery). Das Postamt wurde 1961 in „Emmonak“ umbenannt. Im Jahr 1964 wurde die Fabrik durch ein Hochwasser weggeschwemmt. Im selben Jahr erhielt der Ort den Status einer „City“. Aufgrund von Überschwemmungen und Erosion wurde der Ort 1964–65 an seinen heutigen Ort verlegt. Dieser wurde in „Emmonak“ umbenannt. „Emmonak“ bedeutet "blackfish", dies sollte Dallia pectoralis sein. Heute ist Emmonak ein kommerzielles Zentrum für Fang, Verkauf und Verarbeitung von Fisch. Yukon Delta Fish Marketing Co-op und Bering Sea Fisheries verarbeiten und exportieren Lachs von Emmonak. Die Geldwirtschaft wird von der Subsistenzwirtschaft ergänzt. Ein Großteil der Bevölkerung sucht in den Sommermonaten Fisch-Camps auf, um dort Lachs für den Winter zu trocknen. Weiterhin werden Elche, Belugas, Robben und Gänsevögel gejagt.

## Demografie
Zum Zeitpunkt der Volkszählung im Jahre 2020 (U.S. Census 2020) hatte Emmonak 825 Einwohner auf einer Landfläche von 12,86 km². Von den Einwohnern waren 23 Weiße, einer afrikanisch-amerikanischer, 759 amerikanisch-indianischer Abstammung sowie zwei Asiaten.
Beim Zensus im Jahr 2000 wurden 767 Einwohner gezählt, 2010 waren es 762.